# Corrent estel·lar d'Arcturus
En astronomia, el Corrent estel·lar d'Arcturus o grup en moviment d'Arcturus és un corrent estel·lar, un flux d'estels que mostren un moviment propi semblant entre ells, que també inclou el proper i brillant Arcturus.

## Descoberta
A principis dels anys setanta, l'astrònom nord-americà Olin J. Eggen va descobrir que Arcturus compartia el seu moviment propi amb altres 53 estels. Les seves conclusions es basen sobretot en consideracions relacionades amb el moviment comú del grup respecte a la rotació de la Via Làctia, van ser objecte de diverses disputes, fins que als anys noranta el mateix Eggen va identificar que els membres del grup també estan units per valors similars d'edat i de metal·licitat.
Entre els primers a quantificar les seves característiques, va ser un grup d'investigadors de l'Observatori Anglo-australià encapçalat per Quentin Parker.

## Característiques
Els vectors del moviment d'Arcturus respecte del sistema de repòs local són (U, V, W) = (−25, −116, −3) km/s: això vol dir que, respecte al moviment mitjà del material de la Via Làctia al voltant del Sol, Arcturus té un moviment de 25 km/s del centre galàctic, un moviment invers respecte a la rotació galàctica de 116 km/s i un moviment cap al pol sud galàctic de 3 km/s. El grup d'Arcturus té un moviment mitjà en el pla UV de -102 km / s. El grup d'Arcturus presenta un moviment mitjà sobre el pla UV de −102 km/s. Un estudi dels estels que presenten un moviment semblant ha permès de localitzar altres components que són probablement pertanyents al corrent d'Arcturus: en un article del 2008 s'enumeren 134 estels com possibles pertanyents al corrent.
Els estels del grup d'Arcturus presenten a més metal·licitat semblant, ja que el seu valor mitjà de la relació [Fe/H] és al voltant −0,6 (és a dir al voltant el 25% de l'abundància de ferro en l'atmosfera del Sol). Això fa presumir que aquests estels formen part d'una associació estel·lar, l'edat de la qual es calcula que és d'aproximadament 10 mil milions d'anys.
Es creu que el grup d'Arcturus forma part del gruix disc galàctic, una regió intermèdia entre el disc galàctic i l'halo galàctic, caracteritzat per astres antics que poden situar-se a milers d'anys llum per sobre o per sota del pla galàctic, al contrari del que passa per les estrelles del disc galàctic, com el Sol, que s'hi troba a un màxim de mil anys llum del disc. Les estrelles de disc galàctic solen tenir moviments propis (fins a 120 km/s), amb passades ràpids en òrbites molt inclinades i excèntriques al voltant del centre galàctic. Nascuts fa molts milers de milions d'anys, quan la galàxia era menys rica en metalls, acostumen a ser pobres en metalls (fins a un 12% de l'abundància solar). Hom creu que formen al voltant del 4% de les estrelles que es troben als voltants del Sol.
Els estels de l'halo galàctic són encara més velles que les del disc sovint (formades 10-13 mil milions d'anys), tendeixen a tindre òrbites encara més inclinades i excèntriques amb moviments propis de fins a 600 km/s. A més presenten metal·licitats inferiors al 10%-15% de la del Sol.

## Formació
L'origen del corrent d'Arcturus no és ben clar encara. Les hipòtesi possibles són tres:
- El grup es va formar aproximadament fa 10 mil milions d'anys d'un únic núvol de gas. Aquesta hipòtesi te dos defectes: en primer lloc, l'associació s'hauria de dispersar; en segon lloc, tot i que la metal·licitat de les estrelles del grup és més o menys la mateixa, la seva composició química no és uniforme.

- El grup era part d'una galàxia nana satèl·lit que després es va fondre amb la Via Làctia.[7] Tanmateix, el fet que a les petites galàxies satèl·lits de la Via Làctia les estrelles no només són més pobres en ferro que les estrelles del disc galàctic, sinó que també són més pobres en elements amb nombre atòmic Z ≤ 22.[6][4] Artcurus en canvi és comparativament rica en elements d'aquesta mena. A més, en una anàlisi sobre la composició química dels estels nans de classe F i G en el veïnat del sistema solar publicada per Bensby et al. el 2014, no es va identificar cap diferència significativa en la composició química entre les estrelles que pertanyen al corrent estel·lar d'Arcturus i les altres, cosa que suggereix que totes elles s'han d'haver format a la Via Làctia.[8]

- El grup va ser format per la ressonància orbital creada per la rotació de la barra de la Via Làctia, que confinaria grups d'estels en certes àrees.[9] Aquesta hipòtesi sembla prometedora, però és de moment difícilment verificable vista l'incertesa existent sobre les grandàries i sobre la velocitat de rotació de la barra i com pot afectar les estrelles que orbiten diferents regions de la galàxia.